# الصريف (الأسياح)
الصريف هو موقع أثري، يقع في الأسياح بمنطقة القصيم وسط المملكة العربية السعودية.

## الوصف
يقع جنوب غرب الأسياح على مسافة تقدر بنحو 20 كم٬ وقد أشار الحربي في معرض وصفه لبعض المواقع والمحطات إلى أن هذه الناحية لبني أسد٬ بقوله: «قف يعترض الطريق مرتفع به نخل يقال له الصريف للعرب أشعار فيه». تشتهر ناحية الصريف بكونها منطقة رعوية تكثر فيها النباتات والأعشاب وبعض الأشجار خصوصًا وقت نزول الأمطار٬ كما تشتهر بسهولة الحصول على الماء عند حفر الآبار٬ ولذلك كانت تستغل من قِبل رواد طرق الحجاج والتجارة٬ وكذلك سكان المدن الآهلة كالأسياح (النباج) لرعي مواشيهم٬ وقد أشار لوريمر في دليل الخليج إلى أن الصريف ماء شرقي منطقة القصيم ومرتع ترده البادية.

## معركة الصريف
تنسب إلى هذا المكان معركة الصريف التي حدثت عام 1318 هـ الموافق 1900م بين حاكم الكويت آنذاك مبارك الصباح ومن معه من أهل المنطقة وهو نازل على الطرفية٬ وبين أمير حائل عبد العزيز بن متعب بن رشيد وكان نازلاً على الصريف وانتهت المعركة بانتصار جبل شمر بقيادة عبد العزيز المتعب الرشيد، إضافة إلى معركة الضياغم مع سلطان مارد في القرن العاشر الهجري، وهذا ما جعل المقابر تنتشر بكثرة وبطريقة ملفتة للنظر في الصريف، نتيجة المعارك التي حدثت على أراضيها.

## التسمية
عند موقع الصريف يتفرع طريق الحج البصري إلى فرعين رئيسين: أحدهما يتجه إلى القرَّية عبر قاع بولان٬ والآخر يتجه إلى قرية العسكرة عبر نفود بريدة٬ ولعل تفرع الطريق أو انصرافه من هذا المكان إلى مسارين هو السبب في تسميته بـ الصريف.

## المعالم الأثرية
- أثلة ميثاء: هي شجرة يصل عمرها إلى أكثر من أربعمائة سنة، ويقال إن أصلها وتد خيمة لسيدة تدعى ميثاء الضيغمية التي اختارتها في هذا المكان بعدما هربت مع قبيلتها من منازلهم قرب قصر مارد شرق عين بن فهيد بالأسياح، عندما طلبها منيحة أحد الطغاة والملقب بسلطان مارد، ونبت هذا الوتد الذي كان عبارة عن فرع رطب بفضل تعاقب الأمطار عليه.[2]
- أبرق الأسياح: كان الموقع ملاذاً آمناً لطائر النعام لارتفاعه الشاهق ووعورة أرضه، دل على ذلك كميات كبيرة من قشور بيض النعام المتحجرة كانت تلتقط في مرحلة من المراحل بالكيلو غرامات.[3]
- أشجار الطرفاء والرمث والهرم والعوشز، والجزء الغربي من الصريف أرض سبخة، وتتواجد خمس آبار أربع منها في الجزء الغربي، وواحدة في فيضة حليتيته، وإلى الشرق منها تقع مقبرة فيها بعض قبور الذين قُتلوا في المعركة الحاصلة بين حميدان الضيغمي وسلطان مارد، وأيضاً مقابر الذين قتلوا في معركة الصريف عام 1318هـ.[4]